# CZ P–07
A P–07 a csehországi Česká zbrojovka Uherský Brod (ČZUB) fegyvergyár 9 mm-es félautomata pisztolya, a nagyobb P–09 kompakt változata. A 2013-ban megjelent fegyvert a ČZUB a CZ 75 P–07 továbbfejlesztésével hozta létre. A polimertokú pisztolynál szakítottak a ČZ 75 reteszelésével, amely itt Browning-SIG rendszerű lett, az elsütőszerkezet az Omega-trigger, vagyis klasszikus DA/SA, amely fesztelenítésről átszerelhető manuális biztosítósra (mindkét kezelőszerv kétkezes). A tárkapacitás 9×19 mm lőszer esetében 15 db. A fegyver létezik .40 SW, .380 Auto valamint 9×21 mm  kaliberben is.
A P-07-est a Magyar Honvédség és egyes magyar rendvédelmi szervek is rendszeresítették. A fegyver magyarországi licencgyártása a HM Arzenál Elektromechanikai Zrt. kiskunfélegyházi üzemében történik. A Honvédségen belül elsősorban olyan katonák fegyvere a P–07-es, akik munkájuk során várhatóan nem kerülnek tűzharcba. Például: pilóták, gépjárművezetők kapják ez a kompakt pisztolyt.
A rendőrségnél pedig a civil ruhás állomány fegyvere a P–07-es, míg az egyenruhások a nagyobb P–09-es pisztolyokat használják.